# Sundkirken (Guldborgsund Kommune)
 For alternative betydninger, se Sundkirken. (Se også artikler, som begynder med Sundkirken)
Sundkirken ligger i Sundby umiddelbart vest for Nykøbing Falster (Region Sjælland).

## Eksterne kilder og henvisninger
- Sundkirken Kirke på KortTilKirken.dk